# 青野拓海
青野 拓海（あおの たくみ、2005年7月26日 - ）は、富山県氷見市出身のプロ野球選手（内野手）。右投右打。東北楽天ゴールデンイーグルス所属。

## 経歴

### プロ入り前
小学校3年生の時に野球を始め、中学校までのメインポジションは捕手だった。
富山県立氷見高等学校に進学後、部員不足により投手を務めるようになる。2年夏からエースと3番打者を務め、富山大会で決勝に進出。高岡商業を相手に9回二死、2ストライクまで追い詰めるも、自身の降板後にチームは逆転負けを喫した。3年春は第95回記念選抜高等学校野球大会に21世紀枠で出場。山梨学院との初戦（2回戦）では腰痛に苦しむ中、打撃で2安打を放つも投手としては4失点し、敗れた。その後も腰痛に苦しみ満足に練習ができず、同年夏は富山大会3回戦で高朋に敗れた。高校通算23本塁打。
2023年10月26日に開催されたドラフト会議にて、東北楽天ゴールデンイーグルスから8位指名を受けた。11月10日に契約金1500万円、年俸500万円（金額は推定）で仮契約した。背番号は68。プロ入り後は内野手としてプレーする。

## 詳細情報

### 背番号
- 68（2024年[8] - ）